# Jean Margéot
Jean Margéot (Quatre Bornes, 3 februari 1916 – Bonne-Terre, 17 juli 2009) was een Mauritiaans geestelijke en een  kardinaal van de Rooms-Katholieke Kerk.
Margéot werd op 17 december 1938 priester gewijd. Vervolgens verrichtte hij pastorale werkzaamheden in het bisdom Port Louis, vanaf 1956 als vicaris-generaal. Op 6 februari 1969 werd hij benoemd tot bisschop van Port Louis; zijn bisschopswijding vond plaats op 4 mei 1969.
Margéot werd tijdens het consistorie van 28 juni 1988 kardinaal gecreëerd. Hij kreeg de rang van kardinaal-priester. Zijn titelkerk werd de San Gabriele Arcangelo all′Acqua Traversa. Margéot nam niet deel aan het conclaaf van 2005 omdat hij de geldende leeftijdsgrens van 80 jaar bereikt had.
Op 15 februari 1993 ging Margéot met emeritaat.
Na het overlijden van Margéot stuurde paus Benedictus XVI een condoleance-telegram, waarin hij de overledene herdacht als een verdediger van het gezin.

## Trivia
Margéot was de eerste kardinaal ooit die afkomstig was uit Mauritius.
- Bibliothèque nationale de France: cb120338000 (data)
- Gemeinsame Normdatei: 121431843
- International Standard Name Identifier: 0000 0000 7829 832X
- Library of Congress Control Number: n87111871
- Système universitaire de documentation: 149747101
- Virtual International Authority File: 20537509
- WorldCat: E39PBJqFRTDB6mhcPdj9ThfKBP